# Alastair Stout
Alastair Stout är en brittisk skådespelare. Han kommer att spela rollen som Ron Weasley i den kommande TV-serien om Harry Potter.

## Filmografi
| År   | Titel        | Roll        | Noter            |
| ---- | ------------ | ----------- | ---------------- |
| 2027 | Harry Potter | Ron Weasley | Under utveckling |